# Papaxtla, Puebla
Papaxtla är en ort i Mexiko.   Den ligger i kommunen Zacatlán och delstaten Puebla, i den sydöstra delen av landet, 140 km nordost om huvudstaden Mexico City. Papaxtla ligger 1 044 meter över havet och antalet invånare är 218.
Terrängen runt Papaxtla är huvudsakligen kuperad, men västerut är den bergig. Papaxtla ligger nere i en dal. Runt Papaxtla är det ganska tätbefolkat, med 160 invånare per kvadratkilometer. Närmaste större samhälle är Huauchinango, 19,4 km nordväst om Papaxtla. Omgivningarna runt Papaxtla är en mosaik av jordbruksmark och naturlig växtlighet.